# Trại tập trung Majdanek
Majdanek hoặc KL Lublin là một trại hủy diệt của phát xít Đức được thiết lập ở vùng ngoại ô của thành phố Lublin trong Đức trong Ba Lan bị Đức chiếm đóng trong thế chiến II. Mặc dù ban đầu trại có mục tiêu là lao động cưỡng bức chứ không phải là trại hủy diệt, trại đã được sử dụng để giết người với quy mô công nghiệp trong quá trình chiến dịch Reinhard - một kế hoạch của Đức để giết tất cả người Do Thái trong chính lãnh thổ của Chính phủ chung của họ tại Ba Lan. Trại này hoạt động từ ngày 1 tháng 10 năm 1941 cho đến khi được giải phóng ngày 22 tháng 7 năm 1944. Trại đã được giữ gần như nguyên vẹn, vì tốc độ tiến quân nhanh chóng của Hồng quân Liên Xô trong chiến dịch Bagration đã ngăn SS phá hủy hầu hết các cơ sở hạ tầng của trại, mà còn do sự thiếu khả năng của chỉ huy Anton Thernes, người đã thất bại với nhiệm vụ loại bỏ buộc tội bằng chứng về tội ác chiến tranh. Do đó, Majdanek trở thành trại tập trung đầu tiên được các lực lượng Đồng Minh phát hiện. Cũng được biết đến như SS Konzentrationslager Lublin, Majdanek vẫn là trại tập trung của Đức Quốc xã được bảo quản tốt nhất của Holocaust.
Không giống như các trại khác tương tự ở Đức Quốc xã chiếm đóng Ba Lan, Majdanek không nằm ở một vùng nông thôn hẻo lánh cách xa khu dân cư, nhưng trong phạm vi ranh giới của một thành phố lớn. Việc nằm gần đô thị như thế này đã dẫn các trại được đặt tên Majdanek bởi người dân địa phương trong năm 1941 ("Tiểu Majdan") bởi vì nó là tiếp giáp với ngoại của Majdan Tatarski tại Lublin. Các tài liệu của Đức Quốc xã ban đầu được gọi địa điểm là Trại tù binh của Waffen-SS trong Lublin vì cách nó được vận hành và tài trợ. Nó được đổi tên thành bởi RSHA ở Berlin như Konzentrationslager Lublin ngày 9 tháng 4 năm 1943; Tuy nhiên, tên Ba Lan địa phương là cách nó được người ta nhớ đến.